# GDDR4 SDRAM
GDDR4, 그래픽스 더블 데이터 레이트 4(Graphics Double Data Rate 4, Graphics Double Data Rate version 4) SDRAM은 그래픽 카드에 쓰이는 DRAM의 일종이다. 반도체 메모리 표준 단체인 JEDEC이 스펙을 정의하였다. GDDR4의 주요 경쟁 상대는 램버스의 XDR DRAM으로 간주된다. GDDR4는 GDDR3의 후속 버전이다. GDDR3 및 GDDR4 모두 JEDEC의 DDR3 SDRAM과는 관련이 없다.

## 역사
- 2005년 10월 26일, 삼성전자가 세계 최초로 256-Mib 2.5 Gbit/s GDDR4 메모리를 개발 성공하였다고 발표하였다. 또한 이 자리에서 핀 하나 당 2.8 Gbit/s 의 전송 레이트를 갖는 GDDR4 SDRAM을 양산할 계획을 발표하였다.[1]

## 기술
GDDR4 SDRAM에서는, 데이터 전송 딜레이를 줄이기 위해, 데이터 버스 인버전(Data Bus Inversion, DBI) 기술이 도입되었으며 또한 멀티-프리앰블(Multi-Preamble) 기술이 도입되었다. 프레페치(prefetch)도 4 비트에서 8 비트로 늘어났다. GDDR4에서는 최대 메모리 뱅크(bank) 수가 8로 늘어났다. GDDR3 SDRAM과 같은 밴드위스를 내기 위해, GDDR4 코어는 같은 원 밴드위스의 GDDR3 코어 속도의 절반의 속도로 동작한다. 코어 전압도 1.5 V로 낮아졌다.
시그널링 프론트쪽에서는, GDDR4는 칩 I/O 버퍼를 두 사이클 당 8 비트로 확장하였다. 버스트 전송 시 서스테인드 밴드위스를 늘리기 위함이었다. 하지만 CAS 레이턴시 (CL)은 늘어났다. GDDR3과 비교했을 때, 어드레스/커맨드 핀은 반으로 줄어들었고, DRAM 셀의 클럭이 반으로 줄어든 것이 큰 특징이다. GDDR3 코어에 비해 어드레싱 핀이 줄었는데, 줄어든 핀 개수 만큼을 파워 및 그라운드 핀으로 활용하고 있다. 이것 또한 레이턴시를 높인다. GDDR4의 다른 장점은 전력 소모의 효율성이다. 2.0 Gbit/s로 동작하는 GDDR3 칩과 비교해 볼 때, 2.4 Gbit/s에서, GDDR4는 45%의 전력을 소모한다.

## 같이 보기
- 비디오 메모리
- 장치 밴드위스 목록